# Dompaire
Dompaire és un municipi francès, situat al departament dels Vosges i a la regió del Gran Est. L'any 2007 tenia 1.024 habitants.

## Demografia

### Població
El 2007 la població de fet de Dompaire era de 1.024 persones. Hi havia 394 famílies, de les quals 122 eren unipersonals (80 homes vivint sols i 42 dones vivint soles), 102 parelles sense fills, 140 parelles amb fills i 30 famílies monoparentals amb fills.
La població ha evolucionat segons el següent gràfic:
Habitants censats

### Habitatges
El 2007 hi havia 491 habitatges, 414 eren l'habitatge principal de la família, 14 eren segones residències i 63 estaven desocupats. 326 eren cases i 165 eren apartaments. Dels 414 habitatges principals, 252 estaven ocupats pels seus propietaris, 150 estaven llogats i ocupats pels llogaters i 12 estaven cedits a títol gratuït; 6 tenien una cambra, 29 en tenien dues, 82 en tenien tres, 89 en tenien quatre i 208 en tenien cinc o més. 283 habitatges disposaven pel capbaix d'una plaça de pàrquing. A 193 habitatges hi havia un automòbil i a 175 n'hi havia dos o més.

### Piràmide de població
La piràmide de població per edats i sexe el 2009 era:
| Homes | Edats   | Dones |
| ----- | ------- | ----- |
| 0     | 95 o +  | 0     |
| 0     | 90 a 94 | 12    |
| 4     | 85 a 89 | 24    |
| 8     | 80 a 84 | 8     |
| 16    | 75 a 79 | 12    |
| 12    | 70 a 74 | 28    |
| 16    | 65 a 69 | 40    |
| 36    | 60 a 64 | 16    |
| 8     | 55 a 59 | 12    |
| 16    | 50 a 54 | 36    |
| 40    | 45 a 49 | 24    |
| 32    | 40 a 44 | 44    |
| 32    | 35 a 39 | 24    |
| 28    | 30 a 34 | 36    |
| 28    | 25 a 29 | 28    |
| 40    | 20 a 24 | 24    |
| 40    | 15 a 19 | 36    |
| 32    | 10 a 14 | 40    |
| 12    | 5 a 9   | 32    |
| 12    | 0 a 4   | 40    |

## Economia
El 2007 la població en edat de treballar era de 629 persones, 492 eren actives i 137 eren inactives. De les 492 persones actives 448 estaven ocupades (241 homes i 207 dones) i 44 estaven aturades (22 homes i 22 dones). De les 137 persones inactives 52 estaven jubilades, 39 estaven estudiant i 46 estaven classificades com a «altres inactius».

### Ingressos
El 2009 a Dompaire hi havia 437 unitats fiscals que integraven 1.046 persones, la mediana anual d'ingressos fiscals per persona era de 18.184 €.

### Activitats econòmiques
Dels 53 establiments que hi havia el 2007, 2 eren d'empreses extractives, 3 d'empreses alimentàries, 1 d'una empresa de fabricació d'altres productes industrials, 9 d'empreses de construcció, 8 d'empreses de comerç i reparació d'automòbils, 2 d'empreses de transport, 2 d'empreses d'hostatgeria i restauració, 4 d'empreses financeres, 1 d'una empresa immobiliària, 5 d'empreses de serveis, 9 d'entitats de l'administració pública i 7 d'empreses classificades com a «altres activitats de serveis».
Dels 18 establiments de servei als particulars que hi havia el 2009, 1 era una oficina d'administració d'Hisenda pública, 1 gendarmeria, 1 oficina de correu, 2 oficines bancàries, 1 paleta, 1 guixaire pintor, 2 lampisteries, 2 electricistes, 5 perruqueries i 2 veterinaris.
Dels 7 establiments comercials que hi havia el 2009, 1 era una gran superfície de material de bricolatge, 2 fleques, 1 una fleca, 2 botigues de mobles i 1 una joieria.
L'any 2000 a Dompaire hi havia 7 explotacions agrícoles que ocupaven un total de 728 hectàrees.

## Equipaments sanitaris i escolars
L'únic equipament sanitari que hi havia el 2009 era una farmàcia.
El 2009 hi havia una escola elemental. Dompaire disposava d'un col·legi d'educació secundària amb 348 alumnes.

## Poblacions més properes
El següent diagrama mostra les poblacions més properes.